# Алонсо де Авила
Алонсо де Авила (исп. Alonzo de Ávila; 1486, Сьюдад-Реаль, Кастилия-Ла-Манча — 1542, Новая Галисия, Новая Испания) — конкистадор, активный участник завоевания Теночтитлана и Юкатана.
Сведения о ранних годах жизни Алонсо отсутствуют. По мнению мексиканской исследовательницы Эвы Александры Учмани, Алонсо был выходцем из семьи крещеных евреев.
В 1518 году Алонсо принимает участие во второй экспедиции по исследованию побережья Мексики организованной Диего Веласкесом, под руководством Хуана де Грихальва и Педро де Альварадо.
Однако уже в ноябре 1518 года он присоединился к экспедиции Эрнана Кортеса, и в феврале 1519 года покидает Кубу. Авила принимал участие в захвате Монтесумы, а также был отмечен Кортесом во время «ночи печали».
Летом 1520 г. по приказу Кортеса отправился на Эспаньолу.
В 1522 г. Кортес отправляет Алонсо в Испанию к королевскому двору, но по пути он попал в плен к французским пиратам под предводительством Жана Флери. Алонсо де Авила пробыл в плену два года во Франции, пока за него не заплатили выкуп.
Вернувшись в Испанию Алонсо принял участие в слушаниях для дачи показаний по спору между Диего Веласкесом де Куэльяром и Эрнаном Кортесом.
В 1526 году совместно с Монтехо Алонсо решает организовать собственную экспедицию в Новый Свет и исследовать Юкатан, который их современники считали большим островом.
Организовав и приняв участие в двух экспедиция совместно с Монтехо по Юкатану с 1527 г. по 1529 г. и с 1530 г. по 1535 г., Авила в 1537 г. вернулся в Мехико. Там он в течение нескольких лет занимался обустройством и управлением своей энкомьенды. В конце 1541 г. Алонсо Де Авила принял участие в военной кампании вице-короля Антонио де Мендосы в западную Мексику против восставших индейцев «Новой Галисии», где в 1542 г. умер.